# Jeřáb milský
Jeřáb milský (Sorbus milensis) je 3–10 m vysoký opadavý strom nebo keř, popsaný v roce 2008 z vrchu Milá v Českém středohoří.

## Popis
Listy tohoto druhu mají mělce laločnatou na rubu žlutošedě plstnatou čepel. Květy jsou pětičetné, bělavé, s narůžovělými prašníky a jsou uspořádány do mnohokvětých chocholičnatých lat. Zralé malvice jsou lesklé a oranžově červené. Druh náleží do skupiny Sorbus latifolia agg., která sdružuje taxony, které vznikly hybridizací jeřábu břeku (Sorbus torminalis) a některého ze zástupců ze skupiny jeřábu muku (Sorbus aria s. l.).

## Výskyt
Druh pravděpodobně roste pouze na vrchu Milá, ačkoliv nelze vyloučit nový nález na některém z přilehlých kopců Českého středohoří. Vyskytuje se hlavně na strmých těžko přístupných čedičových skálách, v lesnatých roklích a sutích. Podrobným sčítáním v roce 2006 bylo nalezeno celkem 57 exemplářů, z toho 38 dospělých a 19 juvenilních. V Čechách je známo osm příbuzných druhů. Jeřábu milskému je nejpodobnější endemit Chlumské hory u Manětína na Plzeňsku jeřáb manětínský (S. rhodanthera), který má na rozdíl od S. milensis tmavěji růžové prašníky, větší plody a hlouběji laločnaté listy. Oranžovými plody a tvarem listové čepele se liší jeřáb krasový (S. eximia) a jeřáb barrandienský (Sorbus barrandienica) z Českého krasu, jeřáb džbánský (Sorbus gemella), rostoucí v oblasti Džbánu a jeřáb opominutý (Sorbus omissa) z Dolního Povltaví. Jeřáb český (S. bohemica), jeřáb labský (Sorbus albensis) a jeřáb soutěskový (Sorbus portae-bohemicae), vyskytující se v centrální části Českého středohoří, se liší především tvarem listové čepele.
Druh je ohrožen vysokými stavy zvěře a masivním šířením jasanu, proto je nezbytné jeho ochraně věnovat maximální pozornost. Druh je nutné zařadit mezi zákonem zvláště chráněné druhy do kategorie kriticky ohrožený druh. V červeném seznamu taxonů České republiky je veden v kategorii kriticky ohrožený druh.
Jeřáb milský byl popsán v roce 2008 z vrchu Milá (České středohoří) v Českém středohoří v časopise Preslia. Přívlastek „milský“, resp. „milensis“, je odvozen z názvu vrchu Milá, kde se druh vyskytuje. Typová herbářová položka, ke které se vztahuje vědecké jméno druhu, je uložena v botanických sbírkách Jihočeského muzea v Českých Budějovicích. Oprávněnost hodnocení jeřábu milského na druhové úrovni potvrdily moderní biosystematické a morfomerické metody, které rovněž podpořily apomiktický způsob reprodukce druhu.